# Gregor Strasser
Gregor Strasser (németül: Straßer; Geisenfeld, 1892. május 31. – Berlin, 1934. június 30.) német politikus, a Nemzetiszocialista Német Munkáspárt egyik korai vezetője. Öccsével, Ottóval a párt baloldali frakciójának vezető tagja volt, emiatt konfliktusba keveredett az Adolf Hitler által vezetett domináns frakcióval, ami miatt 1934-ben meggyilkolták. A testvérek náci ideológiáját strasserizmusnak hívták.
Strasser Bajorországban született, és a Birodalmi Német Hadseregben szolgált tüzérként az II. világháborúban, ahol a főhadnagyi rangig jutott és elnyerte mindkét Vaskeresztet a bátorságáért. A háború után ő és fivére Franz Ritter von Epp  Freikorps nevű szervezetének tagjai lettek. 1920-ban csatlakozott a Náci Párthoz (NSDAP), amelyben gyorsan befolyásos és fontos figura lett a kialakuló pártban. 1923-ban Strasser részt vett a sikertelen Müncheni sörpuccsban és bebörtönözték. Miután a Reichstagba való megválasztását követően biztosította a korai szabadulását, 1925-ben ismét csatlakozott az újjáéledő NSDAP-hoz, amelynek erős és meghatározó tagjává vált. Kiváló szervezőkészséggel és hatékony szónoki képességeivel Strasser felügyelte a párttagság megnövekedett létszámát és észak-Németországban létrejött hírnevét, amivel az NSDAP egy déli kis pártból egy nemzeti politikai erő lett. 1932 közepére Strassert bízták meg a párt nemzetegyesítő munkájával.
A náci párt radikális szárnyának erős szószólója, Strasser antikapitalista, forradalmi nacionalista programja arra késztette Hitlert, hogy az 1926-os bambergi konferencián elutasítsa őt. Később kibékültek, de békéjük 1930-tól egyre tarthatatlanabb volt. 1932 decemberében Kurt von Schleicher kancellár felajánlotta Strassernek az alkancellári posztot, ami a náci párton belüli szakadást eredményezett. Hitler válaszul Strassert izolálta a pártban, és arra kényszerítette, hogy lemondjon minden párthivataláról. Strasser ezután lemondott Reichstagbeli székéről, és visszavonult az aktív politikától, és visszatért régi szakmájához, a gyógyszerészethez. 1934. június 30-án a hosszú kések éjszakájaként ismertté vált tisztogatások során a Gestapo Strassert letartóztatta, később pedig kivégezték.

## A kezdetek
Gregor Strasser 1892. május 31-én született egy katolikus igazságügyi tiszt családjában, akik a felső-bajorországi mezővárosban, Geisenfeldben éltek.  Ottó öccse mellett nőtt fel, akit kettejük közül az intellektuálisabbnak tartottak.  A helyi gimnáziumba járt, majd az érettségi után 1910-től 1914-ig gyógyszerészként dolgozott az alsó-bajorországi Frontenhausen faluban. 

### I. Világháború
Amikor 1914-ben kitört a háború Európában, Strasser felfüggesztette tanulmányait a müncheni Ludwig Maximilian Egyetemen, hogy önkéntesnek jelentkezzen a Német Birodalmi Hadseregbe . Az 1. bajor tábori tüzérezredben szolgált, Oberleutnant rangra emelkedett, és bátorságáért mindkét osztályban Vaskeresztet nyert.   1918-ban folytatta tanulmányait az Erlangen-Nürnberg-i Friedrich-Alexander Egyetemen. 1919-ben letette az államvizsgát, majd 1920-ban gyógyszerészként kezdett dolgozni Landshutban . 

### Félkatonai karrier
1919-ben Strasser és testvére csatlakozott a Franz Ritter von Epp által vezetett jobboldali Freikorpshoz .  A csoport célja a kommunizmus elnyomása volt Bajorországban. Megalapította és irányította a Sturmbataillon Niederbayernt ("Viharzászlóalj Alsó-Bajorország"), a fiatal Heinrich Himmlerrel, aki a segédtisztje volt.  Strasser hatalmas termetéről, parancsoló személyiségéről és határtalan szervezési energiájáról volt ismert.  1920 márciusára Strasser Freikorps nevű szervezete készen állt arra, hogy részt vegyen a kudarcba fulladt Kapp Puccsban, míg bátyja, Otto a politika bal oldalára fordult, és segített leküzdeni ezt a jobboldali államcsínyt . 
A Strasser fivérek egy antikapitalista és szociálforradalmi irányvonalat hirdettek az NSDAP számára, amely ugyanakkor határozottan antiszemita és antimarxista volt. 

## Politikai karrier

### A náci pártbeli tevékenysége
1920-ra Strasser és félkatonai csoportja összefogott Adolf Hitler Náci Pártjával (NSDAP), egy másik szélsőjobboldali politikai párttal, amelynek székhelye Münchenben volt.   1922 őszén Strasser hivatalosan is az NSDAP és az SA tagja lett.  Strasser vezetői képességeit hamar felismerték, és kinevezték a Sturmabteilung ("Viharkülönítmény"; SA) regionális vezetőjévé Alsó-Bajorországban .  1923 novemberében aktívan részt vett a sikertelen Sörpuccsban, Hitler és Ludendorff puccskísérletében a Weimari Köztársaság ellen. Nem sokkal a Hitler-per után más puccsisták társaságában is bíróság elé állították, és május 12-én elítélték hazaárulásban való közreműködésért –valójában azért tartóztatták le, mert megpróbált katonákat toborozni a törvényen kívüli NSDAP-ba  – majd 15 hónap börtönbüntetésre és egy jelentéktelen pénzbírságra ítélték. 
Néhány hét elteltével Strassert szabadon engedték, mert 1924. április 6-án és május 4-én (Pfalzban) a bajor Landtag tagjává választották, az NSDAP-hoz kapcsolódó „ Völkischer Block”-ban.  1924 decemberében Strasser mandátumot nyert a "völkisch" Nemzetiszocialista Szabadságmozgalomba a Reichstagban . Az észak-vesztfáliai választókerületet képviselte. 
Miután 1925. február 26-án Adolf Hitler visszaállította az NSDAP-t, Strasser lett Alsó-Bajorország első gauleiterje .  Mivel Strasser 2000 embert vezetett Landshutban, és túlterhelt volt, asszisztenst kezdett keresni.  Az állást megszerző Heinrich Himmlert a szervezet alsó-bajorországi bővítésével bízták meg.  1926 decemberében Strasser Gau egyesült Felső-Pfalzéval, és Strasser a kibővített Gau élére állt. Az 1928. október 1-jei felosztás után a Felső-Pfalz tartományt Adolf Wagner vette át, míg Strasser Alsó-Bajorország Gauleiterjeként 1929. március 1-ig folytatta 

### Szerepe a náci párt országos szervezetében
1925 után Strasser szervezési képességei segítettek abban, hogy a náci párt egy marginális dél-német szétszakadt pártból tömegvonzó országos párttá alakuljon.   A Hitler ellen kiadott nyilvános beszédtilalom miatt Strasser Hitler-t helyettesítette, hogy képviselje a párt északon és beszéljen.  1925 nagyobb részében Strasser teljes mértékben kihasználta szabadságjogait a Reichstag tagjaként; ingyenes vasúti bérleteivel  sokat utazott Észak- és Nyugat-Németországban, Gauleitereket nevezve ki, pártfiókokat állított fel, és számos nyilvános beszédet tartott.  Hitler hiányzó, tömegek megmozgatására alkalmas szónoki tehetsége nélkül, Strasser személyisége önmagában is elegendő volt a hallgatóság befolyásolására.  Összehangolt erőfeszítései annyira segítették az északi pártot, hogy 1925 vége előtt mintegy 272 helyi NSDAP-csoport működött, szemben a kudarcot vallott puccs előtti 71-gyel.  Strasser szocializmusa jól kivehető abból a beszédéből, amelyet a Reichstagban mondott 1925 novemberében:
Mi nemzetiszocialisták gazdasági forradalmat akarunk, beleértve a gazdaság nacionalizását... Valódi szocializmussal akarjuk kiváltani a kizsákmányoló kapitalista gazdasági rendszert, amelyet nem lelketlen zsidó materialisták, hanem hívő, áldozathozó és önzetlen régi német közösségek, közösségi célok és gazdasági érzések tartanak fenn. Társadalmi forradalmat akarunk, hogy a nemzeti forradalom is megtörténjen.
Strasser megalapította a pártot Észak- és Nyugat-Németországban, olyan erős politikai egyesületként, amely nagyobb tagságot ért el, mint Hitler déli pártrésze.   Strasser kezdeményezésére megalakult a párt saját külföldi szervezete is.  1925. szeptember 10-én megalapította a Nemzetiszocialista Munkaszövetséget is  Ez egy körülbelül egy tucatnyi észak- és nyugat-német gauleiterből álló rövid életű csoport volt, akik a párt „szocialistább” szárnyát támogatták, és igyekeztek növelni vonzerejét a munkásosztály számára Németország nagy ipari városaiban.  Strasser bátyjával, Ottóval együtt 1926. márciusában megalapította a Berlin Kampf-Verlag-ot ("Combat Publishing"), amely a Berliner Arbeiterzeitung ("Berlini Dolgozók Újsága") című hetilapot adta ki, amely a "szocialista" szárnyat képviselte. a Párt.   Strasser a fiatal Rajna-vidéki, egyetemi végzettségű politikai agitátort, Joseph Goebbelst nevezte ki a Kampfverlag vezető szerkesztőjévé, akit vonzott az NSDAP politikai üzenete és maga Strasser is.  A két férfi 1925–1926 telén elkészítette az NSDAP politikai programjának átdolgozott változatát, amely sokkal baloldalibb volt, és amely felbőszítette Hitlert.  A javasolt változtatások közvetlen kezelésére Hitler találkozót hívott össze az észak-bajorországi Bamberg városában 1926. február 14-én. Goebbels és Strasser abban a reményben utaztak oda, hogy meggyőzzék Hitlert az új üzenetről.  A bambergi konferencián elhangzott beszédében Hitler az új tervezet szélsőséges gondolatait fejtette ki, amelyeket inkább összekevert a bolsevizmussal, amely fejlemény mélyen sokkolta és csalódást okozott Strassernek és Goebbelsnek. Strasser beszéde zűrzavaros és hatástalan volt Hitler erőteljes beszédének köszönhetően; Strasser bambergi politikai javaslatainak Hitler általi cáfolatának köszönhetően a párt hivatalosan Hitleré lett, és az NSDAP  köré összpontosult. 
Hitler az észak-német NSDAP ágakat Bamberg után Strasser egyik kulcsfontosságú tagjára, Franz Pfeffer von Salomonra bízta az SA vezetésével együtt, amelyet Ernst Röhm ideiglenesen elhagyott.  Ennél is fontosabb talán, hogy Hitler személyes kampányba kezdett Strasser főhadnagyának, Goebbelsnek a személyes kötelékébe csábítására – ez a lépés azonnal sikeresnek bizonyult.   A leendő Führer alkut kötött Strasserrel is, hogy feloszlatja a Nemzetiszocialista Munkaszövetséget, és felkérte, hogy vállalja a párt propagandaosztályának felelősségét.  Strasser elfogadta ezt a pozíciót, de egy 1926 márciusi autóbaleset miatt ez meghiúsult: ennek következtében ágyhoz kötött lett. Felépülése után a pozíciót újra felajánlották neki.  Így Gauleiter feladatai mellett 1926. szeptember 16-tól 1928. január 2-ig az NSDAP propaganda (Reichspropagandaleiter ) országos vezetőjévé vált.  Strasser otthagyta propaganda posztját, hogy új feladatokat vegyen fel az NSDAP Szervezeti Bizottságának, majd a Szervezeti Osztálynak (Organisationsableitung) elnökeként. 
Hitler 1928 és 1932 között Strassernek adta át az NSDAP országos szervezési munkáját, akinek képességei jobban megfeleltek a feladatnak, mivel Hitlert nem érdekelték a szervezeti kérdések, és inkább ideológiai problémák felé fordította figyelmét.  1932 júniusára Strasser a Reichsorganisationsleiter nevet kapta, és tovább központosította a párt szervezeti felépítését az ő irányítása alatt.  Az átszervezések során Strasser átalakította az NSDAP körzethatárait, hogy jobban igazodjanak a Reichstag határaihoz, és növelte a gauleiterek tekintélyét.  Strasser átszervezte a párt regionális struktúráját és vertikális irányítási hierarchiáját is.  A párt centralizáltabb szervezetté vált kiterjedt propagandamechanizmusokkal.   Az 1928. május 20-i általános választáson Strassert a 26-os választókerületből ( Frankónia ) választották meg a Reichstag első 12 náci képviselőjének egyikeként.  Míg az NSDAP abban az évben csak a nemzeti szavazatok 2,6 százalékát kapta, 1930 szeptemberére a Reichstag második legnagyobb pártja lett, megszerezve a szavazatok 18,3 százalékát.  Strasser szervezeti megerősödése hozzájárult ehhez a sikerhez, és 1932 júliusában a nácik lettek a legnagyobb párt 37,3%-kal.

### Konfliktusok Hitlerrel
A nagy gazdasági világválság nagymértékben érintette Németországot, és 1930-ra drámaian megnőtt a munkanélküliség. Ez idő alatt a Strasser testvérek új regionális napilapot kezdtek kiadni Berlinben, a Nationaler Sozialist nevűt.  Más kiadványaikhoz hasonlóan ez is a testvérek nácizmusának saját jegyét közvetítette, beleértve a nacionalizmust, az antikapitalizmust, a társadalmi reformokat és a nyugatellenességet.  Goebbels hevesen panaszkodott Hitlernek a rivális Strasser újságok miatt, és elismerte, hogy sikerük miatt saját berlini újságai "a falhoz szorultak".  1930. április végén Hitler nyilvánosan és határozottan bejelentette, hogy ellenzi Gregor Strasser szélsőséges szocialista elképzeléseit, és Goebbelst nevezte ki az NSDAP propaganda birodalmi vezetőjévé.  Amikor Hitler 1930. május 2-án meglátogatta Goebbelst, Goebbels betiltotta a Nationaler Sozialist esti kiadását. Gregor Strasser elhatárolódott testvérétől, és június végére lemondott a Nationaler Sozialist kiadói posztjáról, Otto pedig július elején kilépett a pártból. 
1932 augusztusában az akkori kancellár , Franz von Papen felajánlotta Hitlernek Németország alkancellári állását Paul von Hindenburg elnök utasítására, de ő visszautasította. Strasser sürgette, hogy lépjen be egy koalíciós kormányba, de Hitler úgy látta, hogy az ajánlat „másodhegedűs” pozícióba helyezi.   Míg a belső köréből sokan, például Goebbels hősiesnek tartották ellenállását, Strasser csalódott volt, és úgy vélte, Hitler téved, ha kitart a kancellári posztért. Az ideológiai és személyes rivalizálás Hitlerrel nőtt, amikor az utódkancellár, Kurt von Schleicher megbeszéléseket folytatott Strasserrel arról, hogy 1932 decemberében alkancellár legyen.  Schleicher abban reménykedett, hogy Strasser segítségével megoszthatja az NSDAP-t, és az NSDAP balszárnyát a "nemzeti konzervatív" oldalára húzta, hogy megállítsa Hitlert.  Hitler dühös volt, és követelte Strassertől, hogy utasítsa el Schleicher ajánlatát.  A náci Reichstag tagjainak találkozóján Hitler szembeszállt a Strassert támogató 30-40 emberrel, és arra kényszerítette őket, hogy nyilvánosan támogassák az előbbit, és elítéljék az utóbbit.  Strasser 1932. december 8-án mondott le pártban betöltött tisztségeiről, mindössze hét héttel azelőtt, hogy az NSDAP megszerezte a politikai hatalmat.  Hitler ideiglenesen átvette a Reichsorganisationsleiter posztját, amit végül Robert Ley- nek adott át.  1933. január 16-án Hitler "nyilvánosan megtagadta Strassert" Schleicherrel való kapcsolatai miatt.  1933 márciusában Strasser hivatalosan is kilépett a politikából azzal, hogy lemondott Reichstag-beli székéről. 

## Későbbi élet
Miután lemondott a Reichstagban betöltött helyéről, Strasser igyekezett visszatérni a politika előtti szakmájához, a gyógyszerészethez. Saját kapcsolatai révén és Hitler beleegyezésével lehetőséget kapott arra, hogy az IG Farben berlini leányvállalata, a Schering-Kahlbaum vegyipari-gyógyszeripari vállalat igazgatói posztját vegye fel, mindaddig, amíg megígérte, hogy beszünteti minden politikai tevékenységét, amit be is tartott.  Elszakadt a politikától, nem volt hajlandó találkozni egykori politikai munkatársaival, és egyes hírekkel ellentétben nem állt kapcsolatban testvére, Otto Fekete Front szervezetével. 

### Halála
Miután 1933 januárjában megszerezte a nemzeti hatalmat, Hitler és az NSDAP elkezdte felszámolni az ellenzék minden formáját Németországban. A hosszú kések éjszakájaként ismertté vált eseményen az SA teljes vezetését megtisztították, ami 1934. június 30. és július 2. között zajlott le. Hitler más vezető nácikkal, például Hermann Göringgel és Himmlerrel együtt célba vette Ernst Röhmot és más SA-vezetőket, akiket Hitler néhány politikai ellenfelével együtt a Schutzstaffel (SS) és a Gestapo tagjai összegyűjtöttek, letartóztattak és lelőttek.  Köztük volt Strasser is. Richard J. Evans történész úgy véli, hogy Strassert nagy valószínűséggel azért ölték meg, mert állítólag az előző konzervatív weimari kormány pozíciót ajánlott fel neki, ami potenciális politikai ellenséggé tette őt Himmler és Göring személyes ellenségeskedése miatt, akik mindketten kritikával illették  Strasser a párt vezetésében betöltött szerepét.  Hogy Strassert Hitler személyes parancsára ölték-e meg, nem tudni.  Egyszer hátulról lőtték a főütőérbe, de nem halt meg azonnal. Reinhard Heydrich SS-tábornok utasítására Strasser-t hagyták elvérezni, ami csaknem egy óráig tartott.  Bátyja, Ottó 1933-ban emigrált.  

## Fordítás
Ez a szócikk részben vagy egészben  a   Gregor Strasser című angol Wikipédia-szócikk ezen változatának fordításán alapul.  Az eredeti cikk szerkesztőit annak laptörténete sorolja fel. Ez a jelzés csupán a megfogalmazás eredetét és a szerzői jogokat jelzi, nem szolgál a cikkben szereplő információk forrásmegjelöléseként.